# Shark Monroe
Shark Monroe è un film muto del 1918 prodotto, diretto e interpretato da William S. Hart.

## Trama
Marjorie Hilton, dopo aver scoperto che il fratello Webster ha sperperato in vini e liquori tutto il denaro che sarebbe servito per il loro viaggio nel Klondike, accetta il passaggio che le offre il capitano Shark Monroe sulla Gull, la sua goletta. Monroe non gode di buona fama e, a bordo, cerca di approfittarsi della donna. Ma lei gli tiene testa e il capitano, colpito dal suo coraggio, inizia ad ammirarla, innamorandosene. Sbarcati a terra, a Skagway Marjorie frequenta Big Baxter, ignorando che l'uomo è un vero mascalzone, implicato nella tratta delle bianche. Baxter le chiede di sposarlo ma, il giorno delle nozze, la cerimonia viene interrotta da Monroe che, per salvare Marjorie da quello che lui sa essere un matrimonio fittizio, sposa lui la ragazza. Poi, dopo averle confessato che quel matrimonio non ha nessun valore legale, riporta Marjorie dal fratello. Webster, furioso, lo aggredisce ma Monroe gli consente di vincere il combattimento, uccidendo però Baxter che lo ha attaccato a tradimento. Marjorie, rendendosi conto di essere stata salvata da Monroe e che lui è veramente innamorato di lei, accetta questa volta di sposarlo sul serio e i due, insieme, vanno alla ricerca di un vero pastore.

## Produzione
Il film fu prodotto dalla Artcraft Pictures Corporation e dalla William S. Hart Productions.

## Distribuzione
Il copyright del film, richiesto dalla William S. Hart Productions, Inc., fu registrato il 22 giugno 1918 con il numero LP12602. Distribuito dalla Artcraft Pictures Corporation e dalla Paramount Pictures, il film uscì nelle sale cinematografiche degli Stati Uniti il 30 giugno 1918. In Francia, con il titolo Un forban, la pellicola fu presentata il 19 dicembre 1919 mentre in Ungheria, ribattezzata Monroe kapitány, uscì il 30 settembre 1922.
Il 1º settembre 2017, il film è stato presentato all'Egyptian Theater di Hollywood durante Cinecon 53.
Copia della pellicola si trova conservata negli archivi del Museum of Modern Art di New York.